# Axayácatl (insecto)

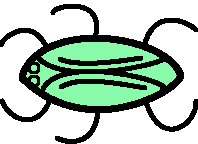
Glifo de un axayácatl, en el Códice Florentino.

El término axayácatl (del idioma náhuatl: ɑʃɑˈjɑkɑt͡ɬ, "ashayácatl"; la forma plural, ɑːʃɑʃɑˈjɑkɑt͡ɬ, "ashashayácatl", que no se ocupa en el habla cotidiana; y a su vez en idioma español: "la faz del agua" o "al ras del agua") es el nombre genérico con el que se conocen 8 especies del orden Hemiptera de las zonas lacustres del Valle de México. Este insecto no precisamente acuático pero que se reproduce en el agua, de las familias Corixidae y Notonectidae (véase wikispecies:Corixidae y wikiespecies:Notonectidae), y en especial su hueva, llamada ahuautli, ahuahutli (del náhuatl [aˈwawt͡ɬi]), ahuautle o ahuahutle  (del español: [a'wautle], "bolitas de agua") que son los nombres castellanizados, se utilizan como alimento desde la época prehispánica, y como tal recibe el nombre popular de caviar mexicano.

## Clasificación taxonómica
Las 8 especies denominadas axayácatl son: 
- Corisella edulis Champion, 1901
- Corisella mercenaria Say, 1832
- Corisella texcocana Jacz[1]
- Krizousacorixa femorata Guérin-Méneville, 1857
- Krizousacorixa azteca Jacz, 1931[2]
- Graptocorixa abdominalis Say, 1832
- Graptocorixa bimaculata Guérin-Méneville[3]
- Notonecta unifasciata Guérin-Méneville, 1857

Aunque se conocen en el mercado como "mosco para pájaros", realmente no se trata de moscos, sino de chinches que se reproducen en el agua. Taxonómicamente, se incluyen en las familias Notonectidae o Corixidae, que a su vez pertenecen al suborden Heteroptera, y este al orden Hemiptera.

## Uso gastronómico
Tanto el axayácatl en estado adulto como sus huevas son comestibles. El insecto se pesca con red y se procede a su tueste antes de comerlo; la ahuautle se obtiene colocando en la orilla de los lagos unos tules (antiguamente se usaban hojas de mazorca) donde el axayácatl deja sus huevos, que posteriormente se orean, secan y tuestan. Ambos alimentos son muy ricos en proteínas, con unos porcentajes de proteína digestible, respectivamente, del 61,96 y el 63,88%.
Los relatos de los conquistadores españoles cuentan que se entregaban como ofrenda a la divinidad Xiuhtecutli. También que eran traídos a la corte de Moctezuma en Tenochtitlán (en idioma náhuatl, Tenochtitlán, es decir, con acento grave) a diario, para que el Emperador azteca pudiera tomarlos frescos para su desayuno. Normalmente, la ahuahutle se comía en tortas o en taquitos y los conquistadores aprendieron a apreciarla los viernes, cuando su religión católica les impedía comer carnes rojas.
En la actualidad, el axayácatl se consume tostado, mientras que la ahuautle se suele preparar en tortas rebozadas en huevo y fritas, pero también en tamales o mixiotes. Su mayor consumo se produce en Cuaresma y Nochebuena. El cultivo de estas especies es simple y barato, aunque alcanzan altos precios en el mercado por la alta demanda. Además, se encuentran en peligro de extinción por la desecación y polución de los lagos en los que tienen su hábitat.